# AngelPad
エンジェルパッド (AngelPad) はニューヨークとサンフランシスコに拠点を持つシードアクセラレーター。
グーグルで7年間国際プロダクトを担当したトーマス・コルテ（Thomas Korte）により2010年に設立された。

## プログラム
AngelPadは年に2度、数千の応募者からわずか12社程度のみのスタートアップを厳選して受け入れており、非常に狭き門として知られる。
参加者らは10週間にわたり、マンハッタンのオフィスに集い、昼夜を問わずお互いのビジネスアイデアを磨き合い、様々な事柄を学んでいく。
AngelPadでは常にトーマス・コルテを含めたメンター陣が同じオフィスで仕事をしており、参加者がいつでも質問ができ、しっかりとメンターからのアドバイスを受けられるような「アットホーム性」が特長だ。

## 実績
これまでAngelPadが送り出してきた企業には、Appleに買収されたSpotsetter社、350万ドルでTwitterに買収されたモバイル広告企業のMopub社、“小売業界のAirbnb”と呼ばれる委託販売システムのStorefront社、
Netflixなどの企業で使用されるアプリのモニタリングシステム会社のCrittercism社、Grouponに買収されたAdku社、Yahooに買収されたAstrid and Blink社などが含まれる。
2010年の創業以来、AngelPadが指導したスタートアップの数々は2億5千万ドルを超える資金集めに成功し、イグジットだけで8億ドルの価値を生み出している。
MITが選出する2015年度アメリカ国内シードアクセラレーターランキングでは第1位を獲得。
さらにTechCrunchが選ぶアクセラレーターランキングでも2015年度トップに登り詰めた。
同じくトップアクセラレーターのYコンビネータ（Y Combinator）とも比較され、メディア上ではしばしば「アンチ・Yコンビネータ」と呼ばれる。
トーマス・コルテ自身は、この件について「アンチYCと呼ばれるのは、AngelPadが着実に成長性のあるスタートアップを育ててきたからだと思います。少数のスタートアップをしっかりと見極めて、プログラム期間中、日々のほとんどを共に過ごすというプログラム内容も評価されてとのことだと考えています。」とコメントしている。